# Darwin (oraș)
Darwin este capitala și în același timp cel mai mare oraș din statul Teritoriul de Nord, Australia. El este orașul situat în punctul cel mai nordic al continentului și are o populație de  ca. 110.000 locuitori. Orașul a fost întemeiat în anul 1891, fiind de trei ori distrus de cicloanele care bântuie în regiune. El este considerat „Poarta Asiei” ca punct de plecare pentru turiștii care vizitează Parcul Național Litchfield sau Parcul Național Kakadu. Prin aeroportul orașului sunt asigurate legăturile de zbor cu avionul spre Asia și Oceania.

## Istorie
La data de 9 septembrie 1839 ajung cu nava „HMS Beagle” în golful Darwin, John Clements Wickham și John Lort Stokes, care făceau măsurători cartografice. Ei numesc locul unde au ancorat „ Port Darwin” care a fost deja vizitat între anii 1831 și 1836 de tânărul naturalist Charles Darwin care se afla în drum spre Galapagos. La data de 5 ianuarie 1869 este întemeiată în acest loc așezarea „Palmerston” pentru realizarea rețelei telegrafice din nordul Australiei. Ulterior, prin anii 1911, localitatea va fi denumită Darwin, la început aparținând de Australia de Sud, ca în anul 1978 să devină capitala Teritoriului de Nord. Rolul orașului crește în timpul celui de al Doilea Război Mondial, când, de teama unei invazii japoneze, 2000 de locuitori vor fi evacuați și 32.000 de soldați ai aliaților vor fi staționați în oraș.
La 19 februarie 1942 orașul a fost bombardat și distrus complet de 242 de avioane japoneze. În timpul bombardamentului au murit 243 de persoane, civili și soldați, acest bombardament fiind primul atac militar de la înființarea statului australian.

## Topografia și clima
În regiune domină o climă tropicală cu o perioadă uscată din mai până în septembrie și una ploioasă. Umiditatea aerului este de 50 % dominând zilele cu soare. Lunile mai reci ale anului sunt iunie și iulie, temperatura medie anuală este între 20 °C și 31 °C. Din decembrie până în aprilie sunt furtuni numeroase, umiditatea aerului atingând frecvent 70%, de aceea Darwin este numit si "capitala mondiala a fulgerelor".
| Date climatice pentru Darwin Airport (1941–present) | Date climatice pentru Darwin Airport (1941–present) | Date climatice pentru Darwin Airport (1941–present) | Date climatice pentru Darwin Airport (1941–present) | Date climatice pentru Darwin Airport (1941–present) | Date climatice pentru Darwin Airport (1941–present) | Date climatice pentru Darwin Airport (1941–present) | Date climatice pentru Darwin Airport (1941–present) | Date climatice pentru Darwin Airport (1941–present) | Date climatice pentru Darwin Airport (1941–present) | Date climatice pentru Darwin Airport (1941–present) | Date climatice pentru Darwin Airport (1941–present) | Date climatice pentru Darwin Airport (1941–present) | Date climatice pentru Darwin Airport (1941–present) |
| Luna                                                | Ian                                                 | Feb                                                 | Mar                                                 | Apr                                                 | Mai                                                 | Iun                                                 | Iul                                                 | Aug                                                 | Sep                                                 | Oct                                                 | Nov                                                 | Dec                                                 | Anual                                               |
| --------------------------------------------------- | --------------------------------------------------- | --------------------------------------------------- | --------------------------------------------------- | --------------------------------------------------- | --------------------------------------------------- | --------------------------------------------------- | --------------------------------------------------- | --------------------------------------------------- | --------------------------------------------------- | --------------------------------------------------- | --------------------------------------------------- | --------------------------------------------------- | --------------------------------------------------- |
| Maxima medie °C (°F)                                | 31.8 (89,2)                                         | 31.4 (88,5)                                         | 31.9 (89,4)                                         | 32.7 (90,9)                                         | 32.0 (89,6)                                         | 30.7 (87,3)                                         | 30.6 (87,1)                                         | 31.4 (88,5)                                         | 32.6 (90,7)                                         | 33.3 (91,9)                                         | 33.3 (91,9)                                         | 32.6 (90,7)                                         | 32,0 (89,6)                                         |
| Minima medie °C (°F)                                | 24.8 (76,6)                                         | 24.7 (76,5)                                         | 24.6 (76,3)                                         | 24.0 (75,2)                                         | 22.1 (71,8)                                         | 19.9 (67,8)                                         | 19.3 (66,7)                                         | 20.3 (68,5)                                         | 23.0 (73,4)                                         | 24.9 (76,8)                                         | 25.3 (77,5)                                         | 25.3 (77,5)                                         | 23,2 (73,8)                                         |
| Minima istorică °C (°F)                             | 20.2 (68,4)                                         | 17.2 (63)                                           | 19.2 (66,6)                                         | 16.0 (60,8)                                         | 13.8 (56,8)                                         | 12.1 (53,8)                                         | 10.4 (50,7)                                         | 13.0 (55,4)                                         | 14.3 (57,7)                                         | 19.0 (66,2)                                         | 19.3 (66,7)                                         | 19.8 (67,6)                                         | 10,4 (50,7)                                         |
| Ploaie mm (inches)                                  | 423.7 (16.681)                                      | 371.3 (14.618)                                      | 315.2 (12.409)                                      | 100.4 (3.953)                                       | 21.6 (0.85)                                         | 1.8 (0.071)                                         | 1.1 (0.043)                                         | 4.8 (0.189)                                         | 15.8 (0.622)                                        | 70.3 (2.768)                                        | 141.3 (5.563)                                       | 252.4 (9.937)                                       | 1.719,7 (67,705)                                    |
| Umiditate [%]                                       | 70                                                  | 72                                                  | 67                                                  | 52                                                  | 43                                                  | 38                                                  | 37                                                  | 40                                                  | 47                                                  | 52                                                  | 58                                                  | 65                                                  | 53,4                                                |
| Nr. mediu de zile ploioase                          | 21.3                                                | 20.4                                                | 19.5                                                | 9.2                                                 | 2.3                                                 | 0.6                                                 | 0.4                                                 | 0.6                                                 | 2.4                                                 | 6.9                                                 | 12.4                                                | 16.9                                                | 112,9                                               |
| Ore însorite                                        | 176.7                                               | 162.4                                               | 210.8                                               | 261                                                 | 297.6                                               | 297                                                 | 313.1                                               | 319.3                                               | 297                                                 | 291.4                                               | 252                                                 | 213.9                                               | 3.092,2                                             |
| Sursă:                                              |                                                     |                                                     |                                                     |                                                     |                                                     |                                                     |                                                     |                                                     |                                                     |                                                     |                                                     |                                                     |                                                     |